# Francisco Ruiz Miguel
Francisco Ruiz Miguel (San Fernando, 4 de marzo de 1949), conocido como Ruiz Miguel es un torero retirado y comentarista taurino español. Destacó por participar en casi 1500 corridas de toros y por salir en diez ocasiones por la puerta grande de Las Ventas.

## Biografía
Toma la alternativa en la plaza de toros de Barcelona, el 27 de abril de 1969, de manos de José Fuentes y Manolo Vázquez, que le cedió la muerte del toro Panadero de Pinto Barreiro.
Confirmándola en Madrid, el 15 de mayo de 1970, apadrinado por Andrés Hernando y Juan José García Corral con toros de Osborne. En 1971 cortó el rabo a Gallero, toro de Miura, en La Maestranza. Durante 52 años ha sido el último rabo cortado en La Maestranza, hasta que Morante de la Puebla lo consiguiera en 2023, sin contar con el del rejoneador Pablo Hermoso de Mendoza en 1999. Ruiz Miguel salió por la Puerta Grande de Las Ventas en diez ocasiones en los siguientes años: 1973 (2), 1974 (2), 1978, 1980, 1982, 1984, 1986 y 1989; es uno de los Toreros que han salido por la Puerta Grande de Las Ventas. Torero especialista en corridas duras, llegando a torear 100 corridas de Miura, 86 de Victorino, 50 de Murteira y 36 de Pablo-Romero. Torero de valor, muleta poderosa y mucho pundonor. El 1 de junio de 1982 se celebró la llamada corrida del siglo en Las Ventas con cartel de Francisco Ruiz Miguel, Luis Francisco Esplá y José Luis Palomar, con toros de Victorino Martín:

Fue un día muy especial para el público, el ganadero y los toreros. Es como esos días que uno está en la habitación y se emociona con esos sueños que tenemos los toreros: un día mágico , que sea la corrida buena, que salgamos todos a hombros. Y se cumplió. Con lo difícil que es que tres toreros, junto al ganadero, atraviesen la Puerta Grande de Madrid. No es extraño que en la historia sea conocida como la Corrida del Siglo. Sin duda, ha sido uno de los días más bonitos que he vivido.
Francisco Ruiz Miguel para ABC (periódico)

En 2005 se inauguró en la plaza de toros Joseph-Fourniol de Vic-Fezensac una escultura taurina a tamaño natural del diestro. Una de las puertas de ese coso ha sido nombrada puerta Ruiz Miguel en su honor. También ha sido maestro en la escuela taurina de Algeciras durante diez años. El 20 de agosto de 2011, con 62 años, reaparece en Sanlúcar de Barrameda para matar una corrida de Fuente Ymbro junto con Finito de Córdoba y Juan José Padilla. El 18 de julio de 2015, se despidió en su tierra, San Fernando (Cádiz) cortándole la coleta uno de sus hijos.
Actualmente es comentarista taurino en el programa Toros para todos de Canal Sur. Como él mismo dijo en dicho programa, el 5 de junio de 2012, su modelo a seguir, fue y será Francisco Rivera "Paquirri", considerándolo como el número uno de la historia de la Tauromaquia. En 2012 se descubrió el azulejo en el tendido 1 de Las Ventas en homenaje a sus faenas en la plaza, incluidas las diez puertas grandes y la corrida del siglo de 1982.

## Vida personal
Está casado con Lola Álvarez Briales, con la que ha tenido dos hijos, y residen en Algeciras.